# Centrum (Rosmalen)
Het Centrum van Rosmalen is een woonwijk van 40 ha in de Nederlandse provincie Noord-Brabant. De wijk ligt ten noorden van de spoorlijn Tilburg - Nijmegen en heeft 1.660 inwoners. Het centrum van Rosmalen is ontstaan op de plek van de voormalige buurtschap Kerkenhoek. De wijk ligt ingeklemd tussen de Hondsberg en 't Ven. De wijk heeft aan de zuidkant een subwijk, maar deze wijk heeft geen aparte naam gekregen. Het Centrum heeft samen met de wijk De Hondsberg één wijkraad: de Wijkraad Rosmalen Centrum-Hondsberg.
De Sint-Lambertuskerk is het meest opvallende gebouw in het centrum. Deze kerk staat ook in het winkelgebied van het dorp. Dit gebied geeft Rosmalen een knus en een dorps karakter. Er zijn plannen om de Dorpsstraat grondig te renoveren en een aantal panden te slopen om er meer winkel ruimte en woongelegenheid te creëren.
In het centrum staat ook Villa De Driesprong aan het plein De Driesprong. Dit huis is aan het eind van de negentiende eeuw gebouwd. Het kreeg toen de naam Villa Vreeburg, naar het plein Vredenburg in Utrecht. Later heeft het pand dienstgedaan als gemeentehuis en als politiebureau.